# Uniforme de la selección de fútbol de Alemania

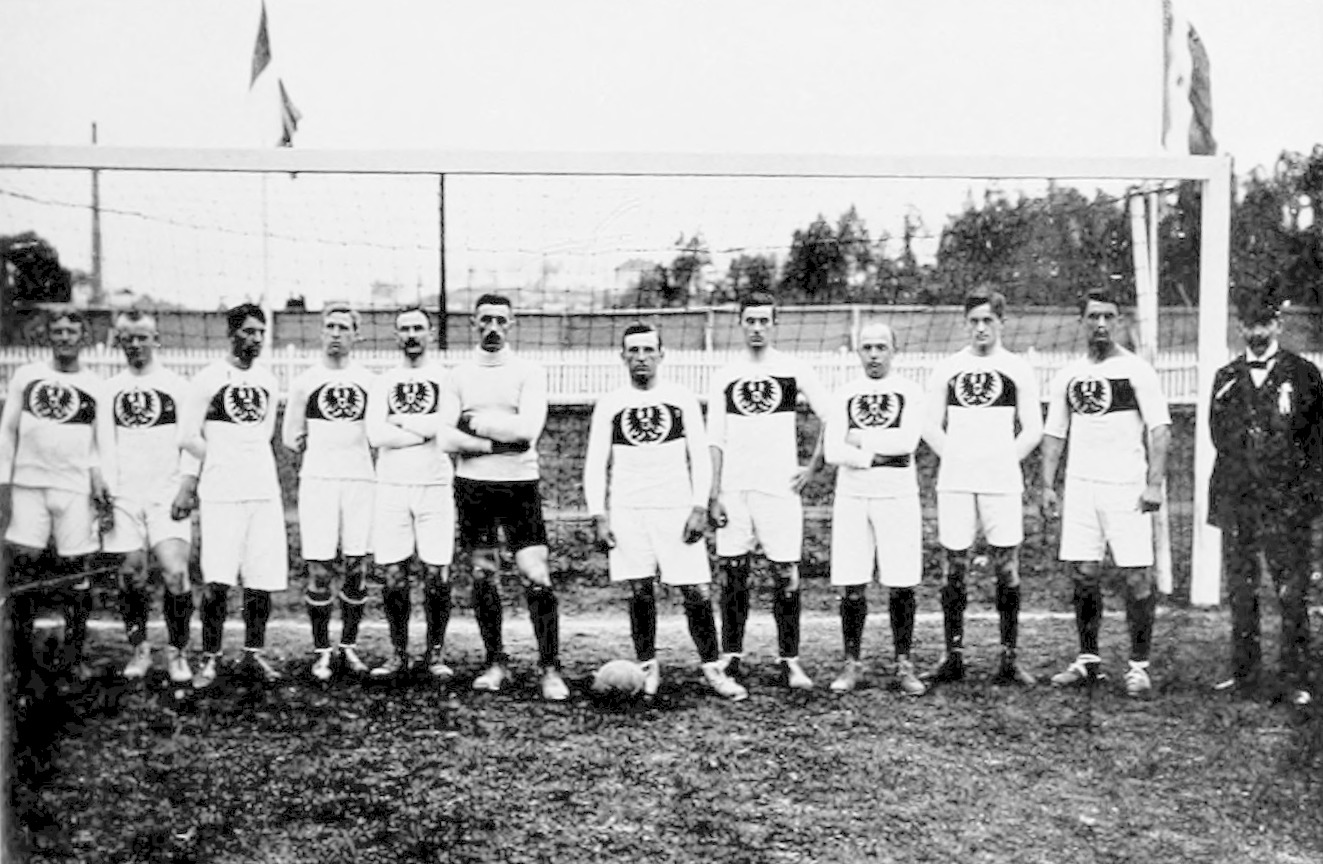
Alemania durante los Juegos Olímpicos de 1912 de Estocolmo con el característico «Reichsadler» en el pecho.

A lo largo de su historia, la selección alemana se ha caracterizado por usar dos colores en su uniforme: el blanco, y el negro. Ambos colores, representativos de la bandera del antiguo estado de Prusia, que posteriormente formaría gran parte de la Alemania actual. Ambos han ido intercalándose tanto en la camiseta, como en los pantalones, estando siempre presentes hasta la actualidad pese a que hubo intentos por cambiarlos.
Ni siquiera cuando Alemania se dividió tras la Segunda Guerra Mundial, y pasó a comprender 3 selecciones y estados distintos se cambió el uniforme. La Federación Alemana de Fútbol continuó siendo la misma que entonces, y así lo fueron sus organismos y competencias. El único cambio se produjo en la denominación, que pasaría a ser el de Alemania Federal, y por tanto, el de la selección, siendo desde 1950 el de Selección de Alemania Federal, más conocida por Alemania Occidental, en relación con su situación geográfica.
No sería hasta esa época cuando adoptase el color verde para su uniforme alternativo, sustituyendo los clásicos colores de blanco y negro utilizados en alternancia en el pasado.

## Historia
En su uniforme titular, Alemania ha vestido siempre con camisa blanca y pantalón negro, a excepción de los primeros años cuando alternaba ambos colores, e incluso llegó a combinarlos en algunos años. Los colores derivan de la bandera del siglo XIX del estado alemán del norte de Prusia. A lo largo de su historia muchas de las equipaciones usadas incluyen detalles de la bandera de Alemania.
A diferencia de su uniforme titular, el uniforme alternativo ha cambiado varias veces. Históricamente empezó usando camiseta verde y pantalón blanco. Con el paso del tiempo también ha usado los colores gris y negro. Un cambio al rojo llegó en 2006 a petición de Jürgen Klinsmann citando que los equipos que visten de rojo tienden a tener mayor éxito. Se especuló con utilizar el rojo como primera opción para el Mundial 2006, sin embargo jugaría todos sus partidos con el histórico blanco. De cara al Mundial 2010 se retomaron los colores negro (camiseta) y blanco (pantalón) para el uniforme alternativo, pero en el torneo se ocuparon los pantalones negros del uniforme titular. En la Eurocopa 2012 y después de 12 años se retomaron los colores verdes y blancos.
La marca deportiva alemana Adidas AG ha sido el proveedor de los uniformes de la selección durante toda su historia, excepto entre los años 1974 y 1980 que se usaron uniformes de la marca Erima, subsidiaria de Adidas desde 1976. Un patrocinio que comenzó en 1981 seguirá vigente hasta 2018. La marca deportiva Nike se ofreció a vestir al equipo y en agosto de 2007 habría ofrecido alrededor de € 500M para vestir al combinado alemán durante ocho años. Sin embargo la Federación Alemana decidió permanecer con Adidas que en 2024 retiró la opción de la personalización de las camisetas debido al parecido del número 4 con la simbología nazi.
El 21 de marzo de 2024 se anunció que la empresa Nike será el encargado de vestir a la Selección alemana a partir del año 2027.

## Evolución cronológica

### Titular
| 1908 | 1934 | 1938 | 1954 | 1962 | Mundiales 1966-1970 | 1974-1977 | 1978-1980 | 1980-1982-1984 |

| 1984-1986 | 1986-1988 | 1988-1991 | 1992-1994 | 1994-1996 | 1996-1998 | 1998-2000 | 2000-2002 | 2002-2004 |

| 2004-2005 | 2005-2007 | 2007-2009 | 2009-2011 | 2011-2013 | 2013-2015 | 2015-2016 | 2016-2017 | 2017-2019 |

| 2020-2022 | 2022-2024 | 2024-Actual |

### Alternativo
| Mundiales 1954-1958 | Mundiales 1966-1970 | 1974-1980 | 1980-1984 | 1984-1986 | 1986-1988 | 1988-1990 | 1991 vs Inglaterra | 1992-1994 |

| 1994-1996 | 1996-1998 | 1998-2000 | 2000-2002 | 2002-2004 | 2004-2005 | 2005-2006 | 2006-2008 | 2008-2010 |

| 2010-2012 | 2012-2014 | 2014-2016 |  | 2016-2018 | 2018-2020 | 2020-2022 | 2022-2024 | 2024-Actual |

### Combinaciones
| 1970 vs Uruguay | 1974 vs Polonia | 1978 vs México | 1981 y 1983 vs Austria | 1983 vs Turquía | 1998-1999 vs Turquía y Estados Unidos | 2000 vs Inglaterra | 2004 vs Croacia | 2010 |

| 2015-16 | 2016 vs Noruega | 2018-19 | 2019 vs Bielorrusia | 2019 vs Estonia | 2020 | 2022 | 2024-Actual | 2024-Actual |

### Uniformes especiales
| 2022 vs Inglaterra | 2025 vs Italia |

### Uniformes de arquero
| 1934                   | 1938    | 1954-62 | 1962-66 | 1970-72 (Maier) | 1970 (Wolter) | 1974    | 1974    | 1974-78 |  |
| 1978 (Maier vs Italia) | 1980-82 | 1982    | 1982    | 1984-86         | 1984-86       | 1986-89 | 1986-89 | 1986-89 |  |

| 1990 | 1990 | 1991 Inglaterra | 1992 | 1992 (vs Brasil) | 1993-94 | 1993-94 | 1994-96 | 1994-96 |

| 1996-98 | 1996-98 | 1996-98 | 1998-99 | 1999-00 | 1999-00 | 2000-01 | 2000-01 | 2000-01 |

| 2000 (Kahn, vs Inglaterra) | 2002 (Kahn) | 2002 | 2002 | 2002 (Kahn, vs Gales) | 2002-04 | 2004 | 2004 | 2004 |

| 2005 | 2005 | 2005 | 2005 | 2006 | 2006 | 2006 (Lehmann, vs Polonia) | 2006 | 2008 (Lehmann, vs Austria) |

| 2008-2009 | 2008-2009 | 2008-2009 | 2010 | 2010 | 2010 | 2011 | 2011 | 2011 |

| 2012 | 2012 | 2012 | 2014 | 2014 | 2014 | 2016 | 2016 (Neuer, vs Italia) | 2016 |

| 2016 | 2016 | 2017 | 2017 | 2017 (No Utilizado) | 2017 ter Stegen vs República Checa | 2017 Trapp vs Francia | 2018 | 2018 |  |  |
| 2018 | 2020 | 2020 | 2021 | 2022                | 2022                               | 2022                  | 2024 | 2024 |  |  |

| 2024 | 2024 | 2025 Baumann vs Italia |

### Entrenamiento
| 1998 | 2000 | 2002 | 2004 | 2006 | 2008 | 2010 | 2012 | 2014 |

| 2016 | 2018 | 2021 | 2022 | 2024 |

## Proveedores
| Periodo de temporadas del acuerdo | Proveedor deportivo oficial |
| --------------------------------- | --------------------------- |
| 1908–1954                         | Ninguno                     |
| 1954-1962                         | Leuzela                     |
| 1966-1971                         | Umbro                       |
| 1972-1979                         | Erima                       |
|                                   |                             |
| 1985-2026                         | Adidas                      |
| 2027-2034                         | Nike                        |